# Sylvia Sweeney
Sylvia Sweeney (ur. 3 października 1956 w Montrealu) – kanadyjska dziennikarka, producent telewizyjny i była uczestniczka igrzysk olimpijskich.
Sweeney urodziła się i dorastała w Montrealu. Uczęszczała tam na Uniwersytet McGilla, gdzie występowała w koszykarskiej drużynie McGill Martlets. Następnie w Concordia Stingers i Lauretian Lady Vees. W 1977 roku Sweeney wraz z drużyną Concordia Stingers awansowała do finałów krajowych. W 1979 roku z drużyną Lauretian Lady Vees zdobyła mistrzostwo. Była również zawodniczką w olimpijskiej drużynie koszykówki Kanady w 1976 i 1984 roku. Została również Najbardziej Wartościowym Graczem (MVP) Międzynarodowej Federacji Koszykówki FIBA mistrzostw świata w 1979 r.
W późnych latach 80. Sweeney rozpoczęła pracę w telewizji, gdzie została dziennikarką i pracowała dla CTV Television Network. 
Jest córką nauczycielki muzyki Daisy Sweeney i siostrzenicą wykonawcy jazzowego Oscara Petersona. Jedną z jej najbardziej znanych produkcji telewizyjnych była In the Key of Oscar, wydana w 1992 i opisująca jej wujka.